# Caboolture
Caboolture är en del av en befolkad plats i Australien. Den ligger i kommunen Moreton Bay och delstaten Queensland, omkring 43 kilometer norr om delstatshuvudstaden Brisbane.
Caboolture är det största samhället i trakten.
I omgivningarna runt Caboolture växer huvudsakligen savannskog. Genomsnittlig årsnederbörd är 1 434 millimeter. Den regnigaste månaden är januari, med i genomsnitt 283 mm nederbörd, och den torraste är oktober, med 22 mm nederbörd.